# VM i banecykling 2020
VM i banecykling 2020 blev arrangeret i Berlin i Tyskland fra 26. februar til 1. marts 2020.

## Medaljevindere

### Mænd
| Event                  | Guld                                                                                        | Sølv                                                                                     | Bronze                                                                                             |
| ---------------------- | ------------------------------------------------------------------------------------------- | ---------------------------------------------------------------------------------------- | -------------------------------------------------------------------------------------------------- |
| Sprint                 | Harrie Lavreysen · Holland (NED)                                                            | Jeffrey Hoogland · Holland (NED)                                                         | Azizulhasni Awang · Malaysia (MAS)                                                                 |
| 1 km på tid            | Sam Ligtlee · Holland (NED)                                                                 | Quentin Lafargue · Frankrig (FRA)                                                        | Michaël D'Almeida · Frankrig (FRA)                                                                 |
| Individuel forfølgelse | Filippo Ganna · Italien (ITA)                                                               | Ashton Lambie · USA (USA)                                                                | Corentin Ermenault · Frankrig (FRA)                                                                |
| Holdforfølgelse        | Danmark · Lasse Norman Hansen · Julius Johansen · Frederik Rodenberg · Rasmus Lund Pedersen | New Zealand · Campbell Stewart · Corbin Strong · Aaron Gate · Jordan Kerby · Regan Gough | Italien · Simone Consonni · Filippo Ganna · Francesco Lamon · Jonathan Milan · Michele Scartezzini |
| Holdsprint             | Holland · Roy van den Berg · Harrie Lavreysen · Jeffrey Hoogland · Matthijs Büchli          | Storbritannien · Ryan Owens · Jack Carlin · Jason Kenny                                  | Australien · Thomas Cornish · Nathan Hart · Matthew Richardson                                     |
| Keirin                 | Harrie Lavreysen · Holland (NED)                                                            | Yuta Wakimoto · Japan (JPN)                                                              | Azizulhasni Awang · Malaysia (MAS)                                                                 |
| Scratch                | Yauheni Karaliok · Hviderusland (BLR)                                                       | Simone Consonni · Italien (ITA)                                                          | Sebastián Mora · Spanien (ESP)                                                                     |
| Pointløb               | Corbin Strong · New Zealand (NZL)                                                           | Sebastián Mora · Spanien (ESP)                                                           | Roy Eefting · Holland (NED)                                                                        |
| Madison                | Danmark · Lasse Norman Hansen · Michael Mørkøv                                              | New Zealand · Campbell Stewart · Aaron Gate                                              | Tyskland · Roger Kluge · Theo Reinhardt                                                            |
| Omnium                 | Benjamin Thomas · Frankrig (FRA)                                                            | Jan-Willem van Schip · Holland (NED)                                                     | Matthew Walls · Storbritannien (GBR)                                                               |

### Kvinder
| Event                  | Guld                                                               | Sølv                                                                                          | Bronze                                                                   |
| ---------------------- | ------------------------------------------------------------------ | --------------------------------------------------------------------------------------------- | ------------------------------------------------------------------------ |
| Sprint                 | Emma Hinze · Tyskland (GER)                                        | Anastasija Vojnova · Rusland (RUS)                                                            | Lee Wai Sze · Hongkong (HKG)                                             |
| 500 meter på tid       | Lea Friedrich · Tyskland (GER)                                     | Jessica Salazar · Mexico (MEX)                                                                | Miriam Vece · Italien (ITA)                                              |
| Individuel forfølgelse | Chloé Dygert Owen · USA (USA)                                      | Lisa Brennauer · Tyskland (GER)                                                               | Franziska Brauße · Tyskland (GER)                                        |
| Holdforfølgelse        | USA · Jennifer Valente · Chloé Dygert · Emma White · Lily Williams | Storbritannien · Elinor Barker · Katie Archibald · Ellie Dickinson · Neah Evans · Laura Kenny | Tyskland · Franziska Brauße · Lisa Brennauer · Lisa Klein · Gudrun Stock |
| Holdsprint             | Tyskland · Pauline Grabosch · Emma Hinze · Lea Friedrich           | Australien · Kaarle McCulloch · Stephanie Morton                                              | Kina · Chen Feifei · Zhong Tianshi                                       |
| Keirin                 | Emma Hinze · Tyskland (GER)                                        | Lee Hye-jin · Sydkorea (KOR)                                                                  | Stephanie Morton · Australien (AUS)                                      |
| Scratch                | Kirsten Wild · Holland (NED)                                       | Jennifer Valente · USA (USA)                                                                  | Maria Martins · Portugal (POR)                                           |
| Pointløb               | Elinor Barker · Storbritannien (GBR)                               | Jennifer Valente · USA (USA)                                                                  | Anita Stenberg · Norge (NOR)                                             |
| Madison                | Holland · Kirsten Wild · Amy Pieters                               | Frankrig · Clara Copponi · Marie Le Net                                                       | Italien · Letizia Paternoster · Elisa Balsamo                            |
| Omnium                 | Yumi Kajihara · Japan (JPN)                                        | Letizia Paternoster · Italien (ITA)                                                           | Daria Pikulik · Polen (POL)                                              |

- Grå rubrikker er ikke-olympiske discipliner